# Nassau (dinastija)
Nassau, vladarska dinastija nazvana prema dvorcu i regiji, nekadašnjem njemačkom vojvodstvu, na području sjeverno od ušća rijeke Majne u Rajnu. Dinastija se tijekom stoljeća razgranala u brojne loze, a u muškoj liniji je izumrla 1985. godine. Unatoč tome, dinastije pod tim imenom vladaju u Nizozemskoj (ogranak Orange-Nassau) i Luksemburgu (ogranak Nassau-Weilburg), jer zakoni tih država dozvoljavaju nasljeđivanje obiteljskog imena po ženskoj liniji.

## Povijest dinastije
Rodonačelnikom dinastije smatra se Dudo Henrik (o.1060.-o.1123.), grof Laurenburga koji se u izvorima prvi put spominje 1093. godine. Obitelj je 1159. godine prozvana prema dvorcu Nassau, u vrijeme vladavine grofa Walrama I. (1154. – 1198.) koji je prvi uzeo naslov grofa Nassau. Walramov sin Henrik II. Bogati (1198. – 1247.) ostavio je poslije smrti dvojicu sinova, grofove Otona I. i Walrama II. koji su 1255. godine podijelili očevinu na dva dijela; sjeverni i južni, odnosno na dvije loze otonsku i walmarsku, dok je utvrda Nassau ostala zajednički posjed obiju loza.

### Otonska linija
Otonska obiteljska linija naslijedila je dijelove grofovije Nassau, Francuske i Nizozemske te je 1530. naslijedila nizozemsko prijestolje. Linija koja je naslijedila nizozemsku krunu nazivala se Nassau-Dillenburg-Breda i izumrla je 1544. godine, a zadnjeg vladara nasljedio je njegov rođak Vilim I. Šutljivi, nakon čega se ta linija obitelji prozvala Orange-Nassau. Članovi obitelji bili su namjesnici Nizozemske od sredine 16. stoljeća do početka 19. stoljeća kada je Nizozemska proglašena kraljevinom.
Kada je 1702. godine, smrću engleskog kralja Vilima III. Oranskog izumrla ta grana obitelji, njene je posjede u Nizozemskoj i pokrajini Nassau nasljedio Ivan Vilim Friso iz otonske dinastije Nassau-Dietz. Ta je grana obitelji u 18. stoljeću uspjela ujediniti razjedinjene otonske teritorije u Njemačkoj.
Vilim VI. izgubio je njemačke teritorije u ratu protiv Napoleona 1806. godine, ali je odlukom Bečkog kongresa 1815. godine zauzvrat dobio Luksemburg kao kompenzaciju za gubitke. Iste godine nasljedio je nizozemsko prijestolje kao kralj Vilim I. Nizozemski. Kada je 1890. dinastija izumrla u muškoj liniji smrću kralja Vilima III., nizozemsku krunu je nasljedila njegova najstarija kći Vilhelmina, a luksemburško je prijestolje nasljedio Adolf, pripadnik walramske loze dinastije Nassau. Nasljednici Vilima III- po ženskoj liniji i danas vladaju Nizozemskm.

### Walramska linija
Walramska linija naslijedila je važnije dijelove posjeda u Nassau, a Adolf od Nassaua, sin Walrama II., vladao je kao njemački kralj (1292. – 1298.). Adolfovi nasljednici podijelili su posjede te je krajem 18. stoljeća walramska baština bila podijeljena između dvaju ogranaka: Nassau-Weilburga i Nassau-Usingena. Godine 1816. izumrla je linija Nassau-Usingen čime su sva prava na walramsku baštinu, uključujući Vojvodstvo Nassau, prešla na liniju Nassau-Weilburg. Budući da je Adolf, vojvoda od Nassaua podržao poraženu austrijsku stranu u Austrijsko-pruskom ratu 1866. godine, ostao je bez svog vojvodstva koje je pripojeno Pruskoj. Ipak, 1890. godine dobio je vlast nad Luksemburgom kojim je ta linija vladala do 1985. godine kada je izumrla u muškoj lozi, a nasljedno pravo je prešlo na dinastiju Bourbon-Parma, iako je zakonom zadržano dotadašnje ime dinastije Nassau-Weilburg.

## Vanjske poveznice
|  | Zajednički poslužitelj ima još gradiva o temi Nassau (dinastija) |

- Nassau Hrvatska enciklopedija
- Nassau, povijesna pokrajina Njemačke Britannica (engl.)